# ليستير لويس
ليستير لويس (بالإنجليزية: Lester Lewis)‏ هو منتج تلفزيوني وكاتب سيناريو أمريكي، ولد في 26 نوفمبر 1966، وتوفي في 19 مارس 2013 في سانتا مونيكا في الولايات المتحدة.

## وصلات خارجية
- ليستير لويس على موقع IMDb (الإنجليزية)